# أولاد عبد الله (إسلي)
أولاد عبد الله هي إحدى مشيخات المملكة المغربية، تتبع جغرافيا لعمالة وجدة أنكاد وإداريًا لإسلي. يقدر عدد سكانها بـ 32296 نسمة حسب الإحصاء الرسمي للسكان والسكنى لسنة 2004.